# 1731 Смутс
1731 Смутс (1731 Smuts) — астероїд головного поясу, відкритий 9 серпня 1948 року.
Тіссеранів параметр щодо Юпітера — 3,181.
Названо на честь Яна Крістіана Смутса (афр. Jan Christian Smuts, 1870-1950) - фельдмаршала, визначного у Південній Африці і Британській Співдружності державного діяча, полководця і філософа.